# National Road 26
La National Road 26 (N26) è una strada irlandese nazionale di livello primario che collega Ballina a Swinford nella contea di Mayo nel nord-ovest della Repubblica d'Irlanda. 
La strada era precedentemente di tipo secondario ed era identificata come N57. In seguito al cambio di categoria il numero è stato cambiato in N26 lasciando vacante la codifica N57. La N26 risulta attualmente la strada più trafficata della contea di Mayo dopo la N5 ed è percorsa giornalmente da 10000 veicoli.
La strada prende origine dalla N5 all'altezza di Swinford. Successivamente prosegue verso Foxford in direzione Nord-Ovest dove incrocia la N58 proveniente da Castelbar. Prosegue poi verso Nord fino a giungere a Ballina. La strada è la via di comunicazione principale per raggiungere il Lough Conn Dal punto di vista del traffico il punto più critico in assoluto è rappresentato dal ponte sul Moy a Callow, dove non c'è la larghezza sufficiente per consentire il traffico contemporaneo di due veicoli in entrambe le direzioni. Durante le ore di punta questo aspetto causa code lunghe e notevoli rallentamenti al traffico. 
La strada è stata la prima ad entrare nel novero delle strade primarie d'Irlanda in aggiunta alle 25 tradizionali. Nel 2004 è stata soggetta ad una modifica all'altezza di Ballina per una lunghezza complessiva di cinque km che hanno consentito di ridurre notevolmente il traffico in città oltre che aumentare la sicurezza del percorso. Da anni è allo studio un progetto per introdurre un nuovo tratto con doppia corsia in entrambi i sensi di marcia che permetterebbe di evitare il passaggio nei centri città di Swinford e Foxford, entrando nella N5 poco ad Ovest di Bohola. Risulta invece in fase di fine costruzione il nuovo ponte sul Moy all'altezza di Cloongullane.